# Cena Alice Garrigue Masarykové
Cena lidských práv Alice Garrigue Masarykové je udělována velvyslanectvím USA od roku 2004. Oceňuje rozvoj lidských práv, podporou sociální spravedlnosti a obranou demokratických svobod přispívající k otevřené občanské společnosti v České republice.
Cena byla pojmenována po Alici Masarykové, nejstarší dceři T. G. Masaryka, jako výraz uznání za její prosazování lidských práv a boj proti sociální nespravedlnosti.

## Ocenění
- 2004 – Jiří Kopal
- 2005 – Kumar Sri Vishwanathan
- 2006 – Lucie Sládková
- 2007 – týdeník Respekt
- 2008 – Igor Blaževič
- 2009 – David Ondráčka[1]
- 2010 – Anna Šabatová[2]
- 2011 – Czeslaw Walek[3]
- 2012 – občanské sdružení Romea [4]
- 2014 – Klára Kalibová [5]
- 2015 – Marie Gottfriedová [6]

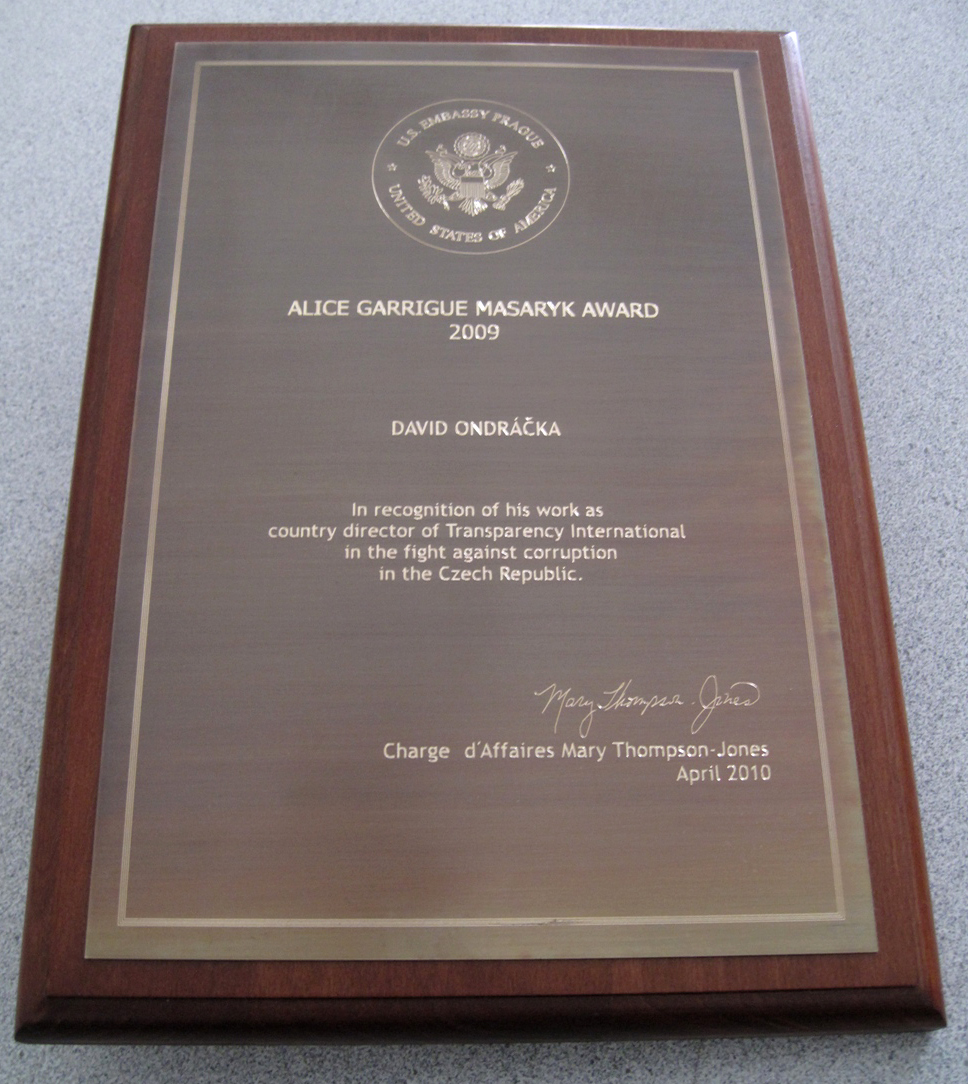
Ocenění pro D. Ondráčka.

- 2016 – Pomáháme lidem na útěku - Czech Refugee Aid [7]
- 2017 – Čeněk Růžička [8]
- 2018 – Magdalena Karvayová[9]
- 2019 – Šimon Pánek [10]